# Cycas clivicola
Cycas clivicola es una especie de Cycadopsida del género Cycas, de la familia Cycadaceae, del orden Cycadales.

## Distribución
Cycas clivicola se distribuye por Cambodia, Malasia (Kedah, Perak, Selangor), Tailandia (Chumphon, Narathiwat, Phangnga, Phuket, Prachin Buri, Rayong, Ranong, Trang), Vietnam (An Giang, Kien Giang).

## Taxonomía
Fue descrita científicamente por K.D.Hill. Fue publicado por primera vez en K.D.Hill. In: Brittonia 51(1): 62-63, fig. 8a-d, g-h. (1999).